# Remparts d'Obernai
Les remparts d'Obernai sont un monument historique situé à Obernai, dans le département français du Bas-Rhin.

## Localisation
Cette construction est située autour d'Obernai.

## Historique
L'édifice fait l'objet d'un classement au titre des monuments historiques depuis 1898.

## Architecture

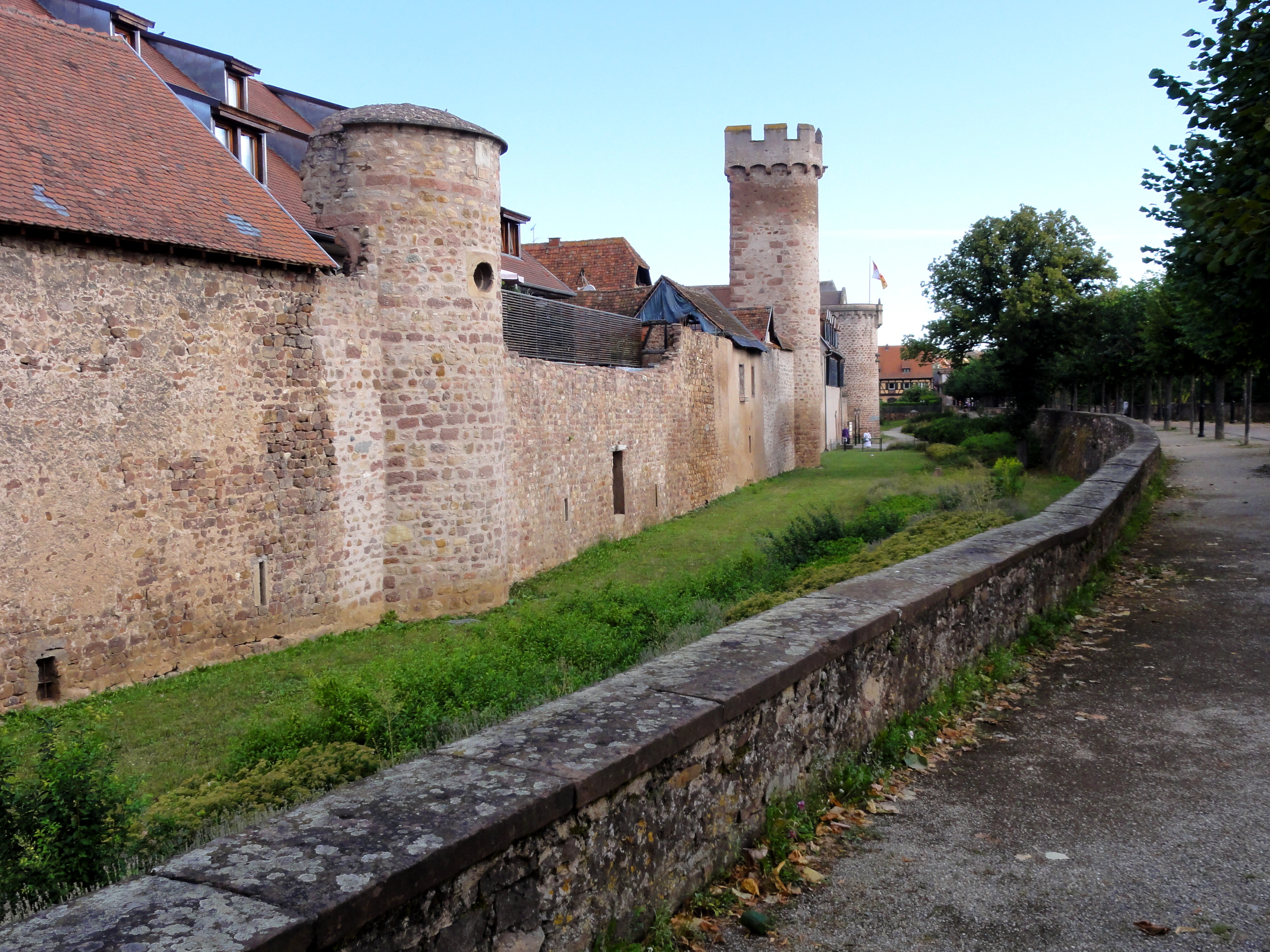
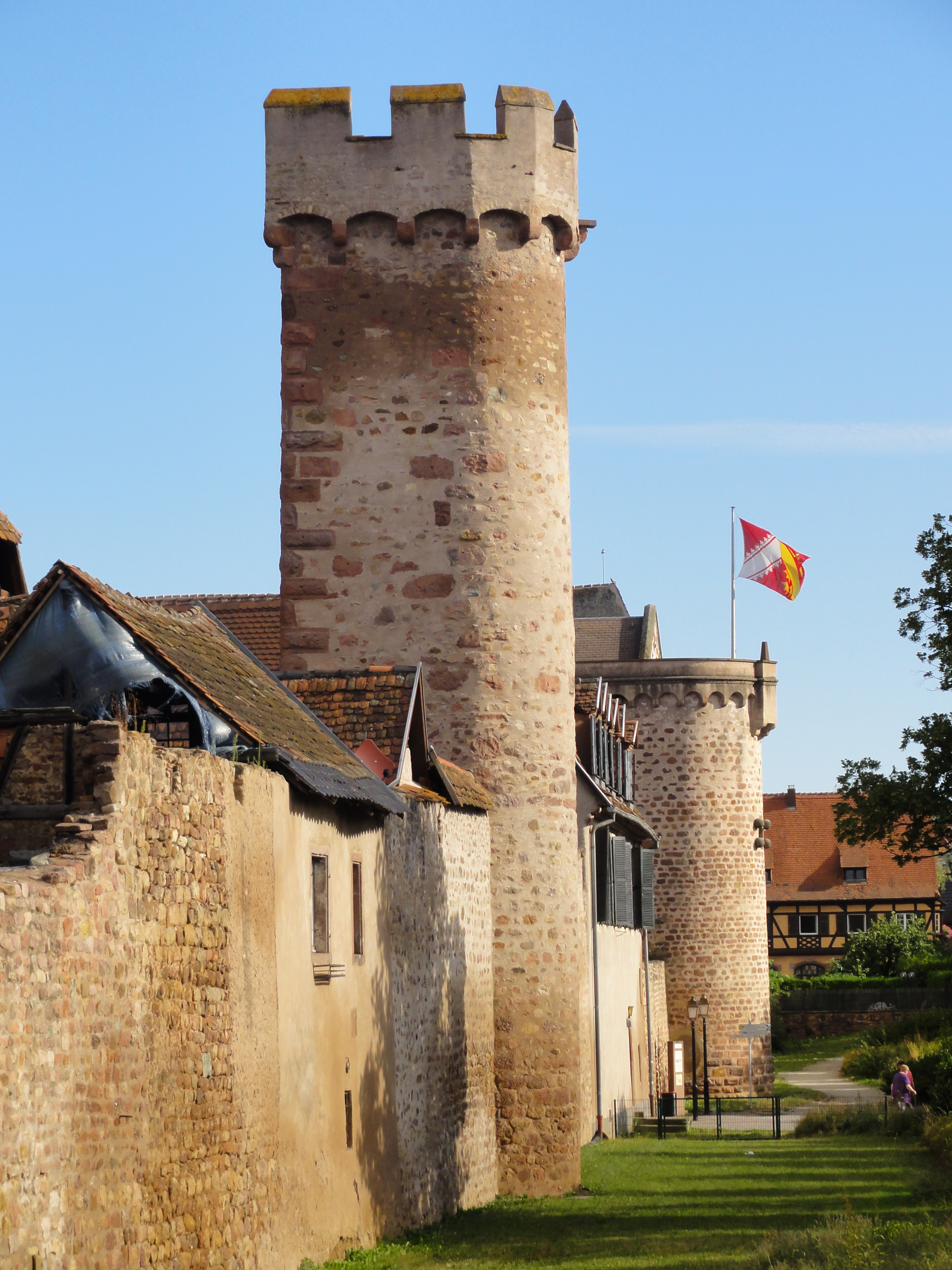
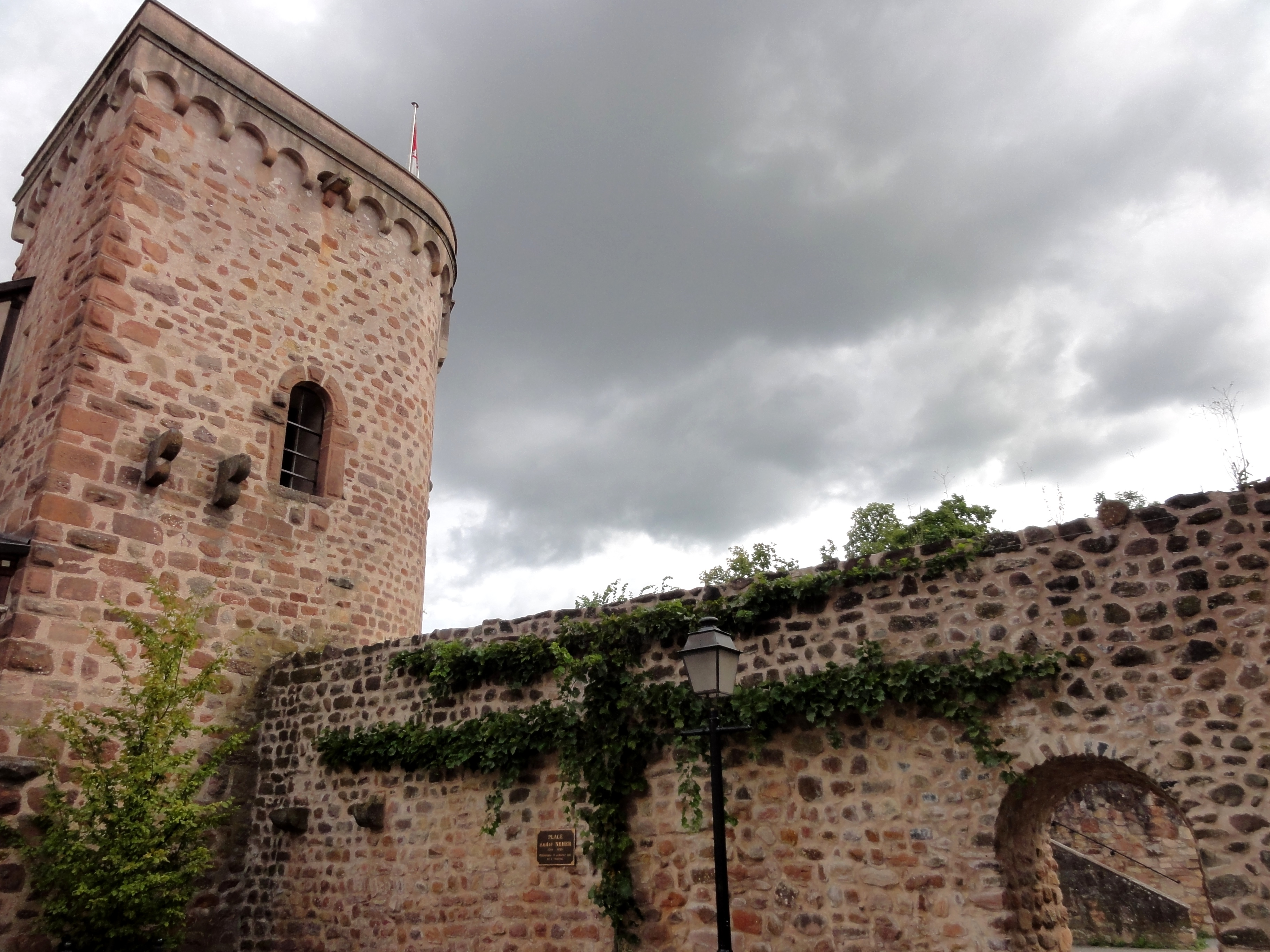